# Bujačić
Bujačić (cyr. Бујачић) – wieś w Serbii, w okręgu kolubarskim, w mieście Valjevo. W 2011 roku liczyła 423 mieszkańców.